# Капца
Капца (словен. Kapca, мађ. Kapca) је насељено место у општини Лендава, Помурска регија, Словенија.

## Историја
До територијалне реорганизације у Словенији била је у саставу старе општине Лендава.

## Становништво
У попису становништва из 2011. године, Капца је имала 441 становника.
| Број становника према пописима | Број становника према пописима | Број становника према пописима |
| ------------------------------ | ------------------------------ | ------------------------------ |
| 1991                           | 2002                           | 2011                           |
| 495                            | 450                            | 441                            |